# Juan de los Ángeles
Juan de los Ángeles (c. 1540-1609) est un franciscain déchaussé (alcantarin) du Siècle d'or espagnol, dont les ouvrages sont devenus des classiques de la littérature religieuse. À la suite de Bernardino de Laredo, il a fait passer dans la spiritualité espagnole des XVIe et XVIIe siècles, certains concepts issus de la tradition franciscaine et de la Mystique rhénane.

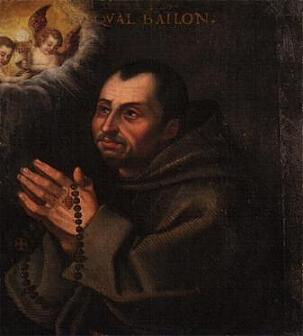
Pauvreté, ascétisme et contemplation : l'esprit du franciscanisme déchaussé, ici représenté par saint Pascal Baylon, contemporain, confrère et compatriote de Juan de los Ángeles

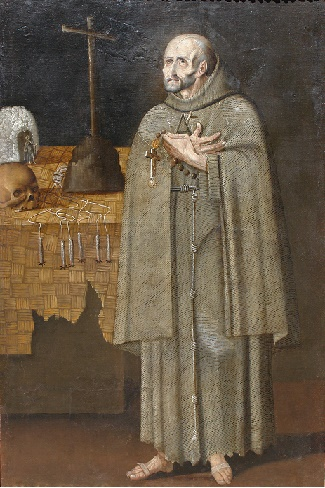
Saint Pierre d'Alcantara, réformateur du franciscanisme en Espagne

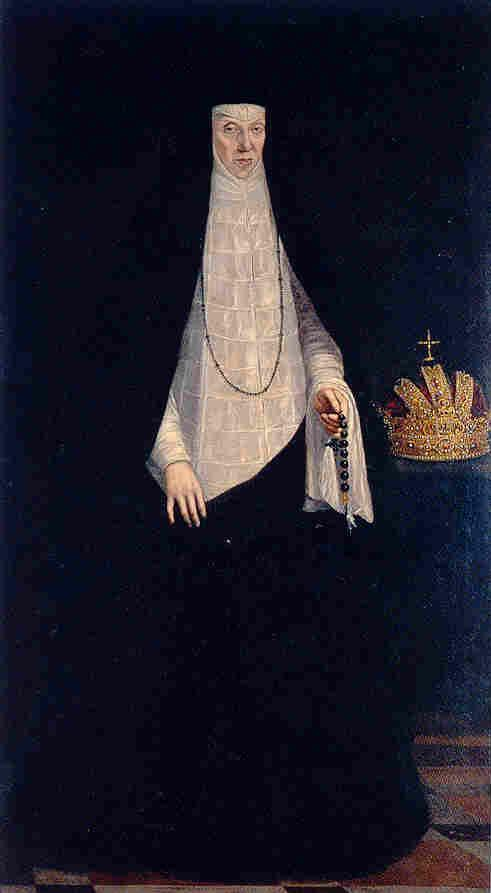
Marie d'Autriche (par Juan Pantoja de la Cruz)

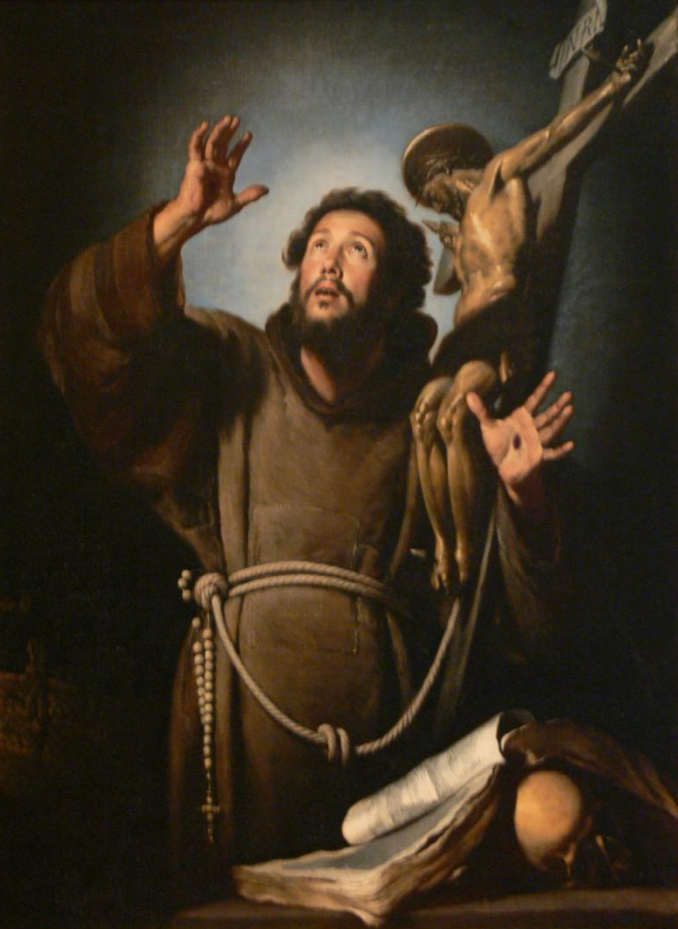
Une spiritualité de la Passion du Christ (par Bernardo Strozzi)

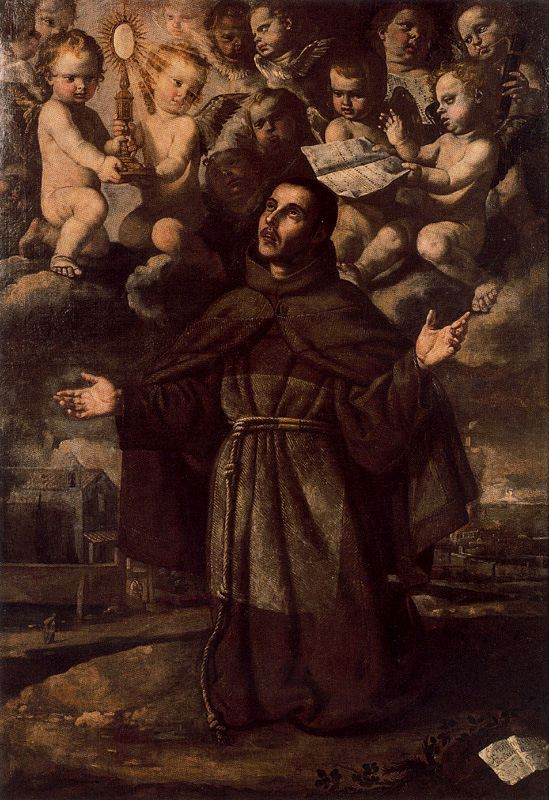
Une mystique de l'Eucharistie (par Jerónimo Jacinto Espinosa)

## Biographie

### Apprentissages
Concernant les premières années de la vie de Juan, il faut s'en tenir à des conjectures : peut-être s'appelait-il Juan Martinez, issu d'une famille de Corchuela (province de Tolède), et probablement est-il entré dans l'ordre franciscain à Alcala, le 31 octobre 1553, où il aura reçu ce nom de Juan de los Ángeles (Jean des Anges). Quoi qu'il en soit, il a fait son noviciat dans la province franciscaine déchaussée de San José, qui avait été créée en 1551 par saint Pierre d'Alcantara. Ordonné prêtre en 1565, il a sans doute été lecteur (= professeur) de théologie au couvent San Juan Bautista, à Zamra, entre 1565 et 1571, même si ses œuvres ne s'inspirent en rien de la scolastique.

### Responsabilités
De 1571 à 1576, il fait partie de la communauté de Madrid, aux côtés du bienheureux Nicolas Factor, et exerce les fonctions de confesseur des clarisses déchaussées et d'adjoint d'Antonio de Segura, gardien (= supérieur) du couvent et directeur spirituel de saint Pascal Baylon. En 1580, il devient prédicateur au couvent de San Juan Bautista, puis définiteur de la province, du 29 septembre 1585 au 7 mai 1589. Il réside alors au couvent San Bernardino de Madrid mais, chargé de fonder une maison à Séville, c'est là qu'il va s'établir entre 1589 et 1592, non sans difficultés car cette fondation du couvent San Diego a lieu sur le territoire de la province déchaussée de San Gabriel. Au terme d'une année passée à Lisbonne, au cours de laquelle il a pris contact avec le cardinal Albert, archiduc d'Autriche, Juan rentre à Madrid en juillet 1594 et y reçoit la mission de réaliser une visite canonique de la province déchaussée de Valence. Revenu dans la capitale avant la fin de l'année, il assure la publication, en 1595, de ses Dialogos, puis, entre 1595 et 1598, devient gardien de San Antonio de Guadalajara et représente sa province à la congrégation générale de Vitoria. En 1598, on le retrouve gardien de San Bernardino, avec la charge de visiter la province de San Gabriel, ce qui lui permet de rétablir la bonne entente entre les provinces, naguère compromise par la fondation de San Diego. 

### Honneurs et renoncement
En mai 1600, il participe, à Rome, au chapitre général de l'ordre, et le 30 juin 1601, il est élu provincial de San José. Dans cette charge, il fonde un certain nombre de couvents, entre autres ceux de Torrejoncillo del Rey et de Cuenca, pour lesquels il rédige le règlement des bibliothèques, avant de démissionner, le 10 février 1603, en raison des difficultés rencontrées dans le gouvernement. Entretemps, il avait été nommé par le ministre général de l'ordre, Francisco de Soma, prédicateur de la chapelle de Marie d'Autriche, sœur de Philippe II et veuve de l'empereur Maximilien, de sorte qu'à la mort de celle-ci, le 26 février 1603, c'est Juan qui prononce l'oraison funèbre. Il retrouvera d'ailleurs la fille de la défunte, Margarita de la Cruz, parmi les clarisses déchaussées de Madrid, dont il devient, à cette époque, le confesseur. Ayant renoncé à tout mandat officiel, il se consacre désormais à la direction spirituelle, à la prédication et à la rédaction de ses ouvrages mystiques, jusqu'à sa mort, survenue à Madrid, en décembre 1609.

## Spiritualité

### Un amour transformant
Le principe suivant domine et oriente toute la doctrine mystique de Juan de los Ángeles : en raison de son pouvoir transformant, extatique et fruitif, seul l'amour de charité peut mener à l'union avec Dieu. Autrement dit, de même que l'amour a fait sortir Dieu de lui-même (Création et Incarnation), il est capable de libérer l'homme de l'enfermement sur soi-même, à condition que celui-ci soit prêt à lutter contre l'amour de soi. À cet effet, l'auteur propose quelques moyens ascétiques (pénitence, patience, etc.), mais il met surtout l'accent sur la possibilité, pour tout chrétien, de rejoindre, par l'intention et la volonté, le Christ et son mystère de Salut.. Il s'inscrit ainsi dans une tradition franciscaine de primat de l'amour sur la connaissance, à la suite de Bernardino de Laredo, dont il prend en quelque sorte la succession dans la deuxième moitié du XVIe siècle, en se faisant à son tour l'héritier d'Harphius et de Ruusbroec. Si ces talents de compilateur ont pu naguère faire douter de l'originalité de la voie affective que propose Juan, la critique contemporaine, en revanche, reconnaît en celui-ci le premier auteur ascétique qui ait cherché à expliquer scientifiquement les phénomènes de la vie intérieure.

### Quatre chemins vers Dieu
Chez Juan de los Ángeles, l'adhésion au Christ passe par quatre types d'exercices propres à susciter un amour actif, de manière à emprunter le chemin de la rencontre avec Dieu. Le premier type consiste à faire mémoire de la Passion : il s'agit de rejoindre amoureusement le drame sacré du Calvaire et la Cruz mental portée par Jésus en son cœur, toute la vie durant. Le deuxième type prend la forme de la participation à l'eucharistie, défini comme le sacrement de la plus haute union passive. Le troisième type consiste à prendre conscience de la présence de Dieu : à l'aide de ce moyen, l'âme peut en arriver, au terme d'une progression, à dépasser l'imagination et le raisonnement, pour demeurer unie à Dieu dans sa mens (= point le plus intérieur) par le simple effet de l'affection et de la volonté. Le quatrième type est directement hérité d'Hugues de Balma, Harphius ou Louis de Blois : ce sont les aspirations (afectos y aspiraciones). À l'instar de Bernardino de Laredo, l'auteur leur accorde beaucoup d'importance, et affirme qu'elles préparent directement à l'union passive, puisque Dieu y répond au moyen de touches mystiques et en blessant l'âme par des flèches d'amour, ce qui constitue le premier stade vers l'ivresse d'amour et le rapt mystique. On aura reconnu ici les différentes étapes d'une Mystique sponsale, telles que retracées ailleurs par saint Alonso de Orozco. Comme ce dernier, Juan de los Ángeles s'est, pour ce faire, inspiré du Cantique des cantiques. Il a également consacré un commentaire à ce livre biblique, dans lequel il cite un autre augustin, Luis de Leon, célèbre exégète du Cantique, mais aussi saint Jean de la Croix. 

### Recueillement et union
Si ces quatre types d'exercices mènent tous à Dieu par la voie de l'amour, il n'en reste pas moins que l'auteur distingue, en chacun d'eux une progression en quatre étapes, qui permet de passer naturellement de la méditation à la contemplation. En effet, une fois dépassées les images et les pensées, l'âme entre, par un processus d'introversion (concept repris aux mystiques rhéno-flamands), dans un état de profond recueillement : ce recogimiento (ou quietud) qui est comme le sceau de la spiritualité des franciscains espagnols à partir de Francisco de Osuna. Juan se concentre tout particulièrement sur le centre de l'âme (analogue au château intérieur de Thérèse d'Avila), et sur cette étape mystique transitoire et quelque peu incertaine : quand l'âme flotte encore entre l'activité et la passivité, avant de basculer dans la Ténèbre, où s'accomplit l'union et la fruition, à la seule clarté de l'amour, dans un silence total de l'entendement. Ainsi se consomme l'itinéraire spirituel. Deux points restent cependant à souligner. D'une part, l'auteur met en garde contre ceux qui délaisseraient la nécessaire adhésion à la Passion du Christ, au profit d'une quiétude illusoire, laquelle ne serait, en fait qu'une contemplation dormida. D'autre part, il s'est fortement intéressé à l'esclavage marial : il avait connu cette pratique au monastère des conceptionnistes d'Alcala, s'était inscrit à la confrérie et en avait même rédigé les statuts et exercices. L'anecdote paraîtrait mince si l'on ne savait la fortune controversée que connaîtra cette dévotion au XVIIe siècle, dans l'École française de spiritualité, spécialement chez Bérulle et Grignion de Montfort.

### Œuvres
- Triumfos del amor de Dios (Medina del Campo, 1580; 1590)
- Dialogos de la conquista del espiritual y secreto reino de Dios (Madrid 1595; 1608)
- Lucha espiritual y amorosa entre Dios y el alma (Madrid, 1600; 1608; Valence, 1602)
- Sermon que en las honras (Oraison funèbre de Marie d'Autriche : Madrid, 1604)
- Tratado espiritual de los soberanos misterios de la Misa et Salterio espiritual o ejercicio de cada dia (Madrid, 1604)
- Tratado espiritual de como el alma ha de traer siempre a Dios delante de si ou De la presencia de Dios (Madrid, 1604; Valence, 1613; Sarragosse, 1615)
- Considerationes spirituales super librum Cantici canticorum (Madrid 1600; 1607; Paris, 1609)
- Cofradia y devocion de las esclavas y esclavos de nuestra Señora la Virgen Maria (Alcala, 1608)
- Manual de vida perfecta (Seconde partie des Dialogos : Madrid, 1608)
- Vergel espiritual del anima religiosa (Madrid, 1609; 1610)

### Études
- M. de Castro, Jean des Anges, in Dictionnaire de spiritualité ascétique et mystique, tome VIII, Paris, Beauchesne, Paris, 1974, p. 259-264.
- M. Olphe-Galliard, Contemplation au XVIe siècle, p. 2013-2036, in Dictionnaire de spiritualité ascétique et mystique, tome II, Paris, Beauchesne, 1953, p. 2015.